# Kolbuszowa (gmina)
Kolbuszowa est une gmina mixte du Powiat de Kolbuszowa, Basses-Carpates, dans le sud-est de la Pologne. Son siège est la ville de Kolbuszowa, qui se situe environ 30 km au nord-ouest de la capitale régionale Rzeszów.
La gmina couvre une superficie de 170,59 km2 pour une population de 24 486 habitants.

## Géographie
Outre la ville de Kolbuszowa, la gmina inclut les villages de Bukowiec, Domatków, Huta Przedborska, Kłapówka, Kolbuszowa Dolna, Kolbuszowa Górna, Kupno, Nowa Wieś, Poręby Kupieńskie, Przedbórz, Świerczów, Werynia, Widełka et Zarębki.
La gmina borde les gminy de Cmolas, Dzikowiec, Głogów Małopolski, Niwiska, Raniżów, Sędziszów Małopolski et Świlcza.